# Franco González
Pour les articles homonymes, voir González.
Franco González, né le 22 juin 2004 à Montevideo en Uruguay, est un footballeur uruguayen qui joue au poste de milieu offensif au CA Peñarol.

## Biographie

### En club
Né à Montevideo, Franco González est formé par le Danubio FC, où il commence sa carrière professionnelle. Il joue son premier match le 2 avril 2022, lors d'une rencontre de championnat face au Montevideo Wanderers. Il entre en jeu et les deux équipes se neutralisent (0-0 score final). Le 10 juillet 2022, González connait sa première titularisation, contre le CA River Plate, en championnat. Son équipe s'incline par trois buts à un ce jour-là,.

### En sélection
Franco González est convoqué avec l'équipe d'Uruguay des moins de 20 ans pour participer au Championnat d'Amérique du Sud des moins de 20 ans qui a lieu en janvier et février 2023,. L'Uruguay termine deuxième, et donc finaliste de la compétition après sa défaite face au Brésil (2-0),.

## Style de jeu
Milieu offensif axial de type "numéro 10", Franco González est décrit comme un joueur habile et technique avec une bonne intelligence de jeu ainsi qu'une capacité à exploiter les espaces dans le camp adverse.

## Palmarès
Uruguay -20 ans
- Championnat d'Amérique du Sud
  - Finaliste en 2023